# Johan Dahl
Johan Dahl (19. september 1959 i København) er en færøsk erhvervsmand og politiker (Sambandsflokkurin). Han blev født i København af færøske forældre, moderen kom fra Fámjin og faderen kom fra Vágur. Han voksede op i Fámjin. 

## Karriere

### Karriere som erhvervsmand
Han har bankuddannelse. Han var først ansat i Sjóvinnubankin, derefter ved skibsværft først i Danmark og derefter blev han direktør for familjeforetagendet A/S J. Dahl Gørðum, som hans oldefar, Jacob Dahl, startede i 1860 i Vágur. Han var direktør for skibsværftet Vágs Skipasmiðja og A/S J. Dahl Gørðum fra 1982–1990, hvorefter foretagendet gik konkurs, da krisen for alvor ramte hele Færøerne og medførte den største fraflytning i nyere tid.. Han var direktør i World Seafood 1991–1992, direktør for Sp/f Faromar fra 1997, direktør for Faroe Coldstores fra 1998, direktør for Kollafjørð Pelagic og direktør for fryselageret Kloosterboer Terminal Faroe Islands i Kollafjørður. Han var bestyrelsesmedlem i Færøernes Arbejdsgiverforening (Føroya Arbeiðsgevarafelag) 1982–1990 og bestyrelsesformand for Seamark Scandinavia A/S 2004–2007. Han har været med til at etablere Nasco Ltd. sammen med folk fra Skotland, samt Faromar og Faroe Cold Stores.

### Politisk karriere
Johan Dahl blev for første gang valgt ind til Lagtinget 2002 for Sambandsflokkurin og blev genvalgt i 2004, 2008 og 2011. Dahl blev udnævnt til fiskeriminister i Jóannes Eidesgaards første regering den 3. februar 2004, men blev afskediget allerede den 23. februar, efter at lagmand Jóannes Eidesgaard mente der var for meget politisk uro omkring Johan Dahl.  Han har været Færøernes erhvervsminister siden 2008 og fra april til valget i 2011 var Johan Dahl også Fiskeriminister og den som satte den første auktion af makrel i gang i den daværende mindretalsregering .  Har været næstformand for Sambandsflokkurin siden 2007.

#### Mistillidsvotum
Den 4. november 2014 rejste Lagtingets oppositionspartier: Tjóðveldi, Javnaðarflokkurin, Sjálvstýrisflokkurin og Framsókn mistillidsvotum mod Johan Dahl på grund af hans håndtering af sagen om Strandfaraskip Landsins manglende finansiering og deraf følgende underskud på 4,3 millioner i 2013. Lagmand, Kaj Leo Johannesen fik en forklaring fra Dahl dagen før mistillidsvotum blev forelagt lagtinget. Lagmanden godtog forklaringen og erklærede, at han havde tillid til Johan Dahl. Alle 14 lagtingsmedlemmer som hørte til oppositionen stemte for forslaget om mistillidsvotum, Jákup Mikkelsen fra Fólkaflokkurin stemte også for, Brandur Sandoy og Rodmundur Nielsen fra Fólkaflokkurin stemte blankt, mens resten af lagtingsmedlemmerne fra regeringspartierne Sambandsflokkurin, Fólkaflokkurin og Miðflokkurin stemte imod forslaget. Årsagen til forslaget om mistillidsvotum mod Johan Dahl skal ses i lyset af, at lagtingets kontrolkommission, som består af tre medlemmer, behandlede en klage om ministeren, efter at oppositionspartierne havde klaget ham for kontrolkommissionen den 6. maj 2014. Oppositionspartierne ønskede på daværende tidspunkt at rejse mistillidsvotum mod ministeren, men da de ikke mente, at de ville få tilslutning fra regeringspartierne, så valgte de i stedet at klage ministeren for Kontrolkommissionen. Kontrolkommissionen kom til en konklusion, men det viste sid, at de tre medlemmer af Kontrolskommissionen var uenige i hvordan deres konklusion skulle fortolkes.